# Hylambates
Hylambates – rodzaj płazów bezogonowych z podrodziny Kassininae w obrębie rodziny sitówkowatych (Hyperoliidae).

## Zasięg występowania
Rodzaj obejmuje gatunki występujące w południowej Tanzanii; od Liberii na wschód do Wybrzeża Kości Słoniowej i wschodniej Nigerii, zachodniego Kamerunu i Bioko (Gwinea Równikowa), a także lasy deszczowe w Demokratycznej Republice Konga; nie występują w pozornie odpowiednich siedliskach w Togo, Beninie i zachodniej Nigerii.

## Systematyka
Rodzaj zdefiniował w 1853 roku francuski ichtiolog i herpetolog Auguste Duméril w artykule poświęconym płazom bezogonowym z rodziny rzekotkowatych, wraz z opisem nowego rodzaju i jedenastu nowych gatunków, opublikowanym w czasopiśmie Annales des Sciences Naturelles. Gatunkiem typowym jest (oznaczenie monotypowe) biegówka czerwononoga (H. maculatus). We wcześniejszych ujęciach systematycznych obowiązującą nazwą tego taksonu była Phlyctimantis lecz w 2021 roku wykazano że zgodnie z zasadami Międzynarodowej Komisji Nomanklatury Zoologicznej pierwszeństwo ma nazwa Hylambates.

### Etymologia
- Hylambates: rodzaj Hyla Laurenti, 1768; gr. αμβατης ambatēs ‘iść w górę’[1].
- Phlyctimantis: gr. φλυκτις phluktis, φλυκτιδος phluktidos ‘czyrak, wrzód’[5]; μαντις mantis, μαντεως manteōs ‘wieszcz, prorok’ (tj. żaba drzewna)[6]. Gatunek typowy (oryginalne oznaczenie): Hylambates leonardi Boulenger, 1906.

### Podział systematyczny
Do rodzaju należą następujące gatunki:
- Hylambates boulengeri (Perret, 1986)
- Hylambates keithae (Schiøtz, 1975)
- Hylambates leonardi Boulenger, 1906)
- Hylambates maculatus Duméril, 1853 – biegówka czerwononoga[7]
- Hylambates verrucosus Boulenger, 1912